# Sopoty (Sobíňov)
Sopoty (německy Sopot) jsou základní sídelní jednotka, součást obce Sobíňov v okrese Havlíčkův Brod v kraji Vysočina. Nachází se asi 4 km západně od Ždírce nad Doubravou, 9 km jihovýchodně od Chotěboře a asi 24 km severovýchodně od centra Havlíčkova Brodu. V roce 2011 zde žilo 57 obyvatel v 28 domech.
První písemná zmínka o osadě pochází z roku 1344. Byla založena německými havíři v první polovině 13. století, kdy se na Jihlavsku a Havlíčkobrodsku začalo ve větší míře těžit stříbro. Postavili zde kostel Navštívení Panny Marie. Osada byla kvůli levnému dovozu stříbra z nově objevené Ameriky na konci 15. století opuštěna, ještě v 17. století zde stál pouze kostel bez trvale obydlených lidských příbytků. Začala být znovu osidlována až v 18. století. Do poloviny 19. století zde stálo již 23 stavení.
V Sopotech se nachází kostel Navštívení Panny Marie, kostelní hřbitov, kaplička, mateřská a základní škola a železniční zastávka. Od sousední Nové Vsi jsou Sopoty odděleny starým hřbitovem, od vlastního Sobíňova železniční tratí.
| Rok            | 1869 | 1880 | 1890 | 1900 | 1910 | 1921 | 1930 | 1950 | 1961 | 1970 | 1980 | 1991 | 2001 | 2011 |
| -------------- | ---- | ---- | ---- | ---- | ---- | ---- | ---- | ---- | ---- | ---- | ---- | ---- | ---- | ---- |
| Počet obyvatel | 180  | 186  | 204  | 182  | 155  | 146  | 157  | 120  | –    | 101  | 138  | 171  | 59   | 57   |
| Počet domů     | 25   | 26   | 23   | 23   | 25   | 25   | 29   | –    | –    | 27   | 26   | 56   | 26   | 28   |